# Custom House (Cité de Londres)
Ne doit pas être confondu avec Custom House Tower.
La Custom House (littéralement, Maison de la Douane), sur la rive nord de la Tamise, dans la Cité de Londres, est un bâtiment qui était auparavant utilisé pour la perception des droits de douane. Une maison de douane est présente dans la région depuis le XIVe siècle et un bâtiment sur son site actuel a été reconstruit à plusieurs reprises. Le bâtiment néoclassique actuel est classé de Grade I depuis 1972. Aujourd'hui, la douane est utilisée par les Recettes et les Douanes de Sa Majesté.  

## Histoire

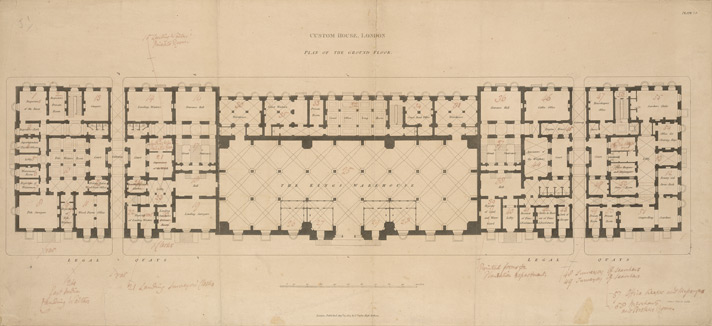
Plan du rez-de-chaussée, 1817

Jusqu'en 1814, la douane était située dans la paroisse de All Hallows Barking, immédiatement à l'est du site actuel. 

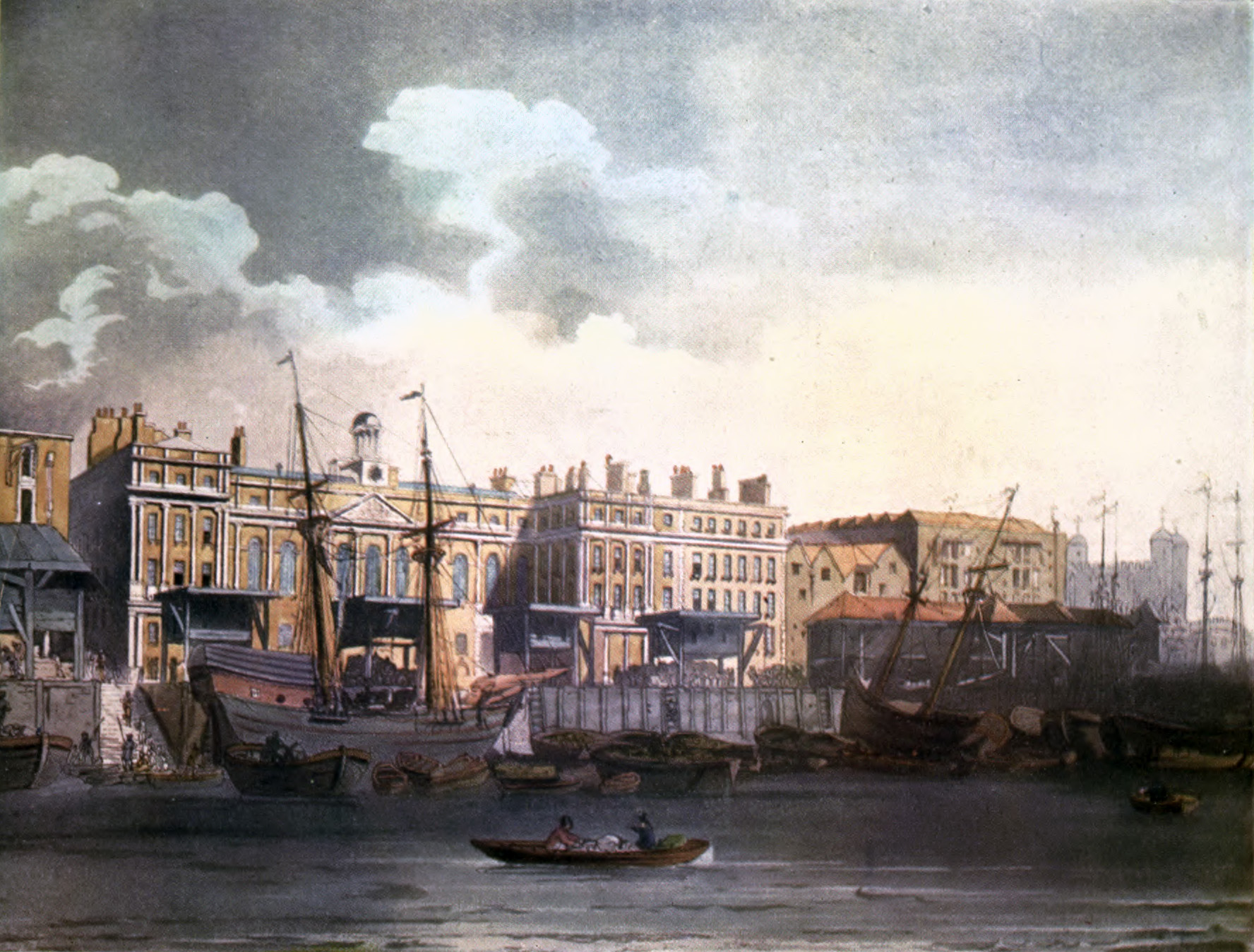
La Custom House conçue par Thomas Ripley

Le remplacement après l'incendie était à une échelle plutôt plus grande, selon les plans de Christopher Wren. L'estimation initiale était de 6 000 £, mais le coût final était supérieur à 10 000 £. Le nouveau bâtiment a été de courte durée: en janvier 1715, un incendie, qui a commencé dans une maison voisine, l'a endommagé de façon irréparable, et une nouvelle structure plus grande a été construite selon les plans de Thomas Ripley. Cela a nécessité l'acquisition de terrains au nord, donnant sur Thames Street et à l'est. Le corps principal du nouveau bâtiment, cependant, avait le même plan que Wren, et peut avoir réutilisé ses fondations, mais avait trois, au lieu de deux étages . 

## Bâtiment actuel

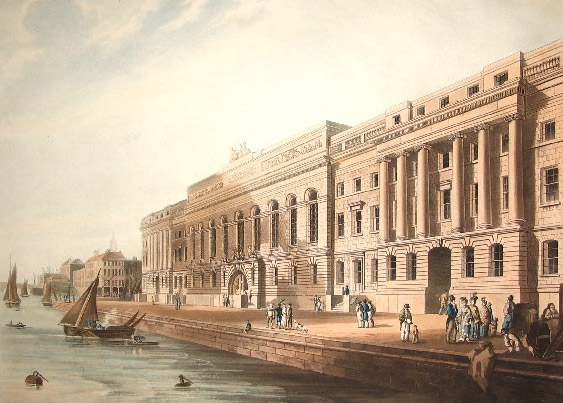
La douane de Laing, avant l'effondrement et la reconstruction de la section centrale

Avec la croissance du commerce, l'ouverture des quais et l'augmentation des droits pendant les guerres napoléoniennes, de plus grands locaux devinrent nécessaires au début du XIXe siècle. Pour répondre à ce besoin, un nouveau bâtiment a été commencé selon les plans de David Laing en octobre 1813, sur un site immédiatement à l'ouest du bâtiment de Ripleys  où Bear Quay, Crown Quay, Dice Quay et Horner's Quay se trouvaient  . Laing occupait le poste d'arpenteur auprès de HM Customs depuis 1810  . Le 12 février 1814, l'ancien bâtiment a été détruit par un incendie, entraînant l'explosion de poudre à canon et d'alcools. En conséquence, les documents ont été récupérés jusqu'à Hackney Marshes. 
La façade nord du nouveau bâtiment de Laing était simple, mais le front sud vers la rivière avait des ailes avec des colonnades ioniques et une partie centrale en saillie. L'étage mansardé de ce dernier était décoré de figures en terre cuite en bas-relief par John Charles Felix Rossi et JG Bubb  représentant les arts et les sciences, le commerce et l'industrie, et les habitants de divers pays du monde. Un cadran d'horloge était soutenu par des personnages colossaux symbolisant l'Industrie et l'Abondance, et les armes royales par des figures de l'Océan et du Commerce. La façade le long du fleuve faisait 148 mètres de long  et le bâtiment a coûté 255 000 £ . 

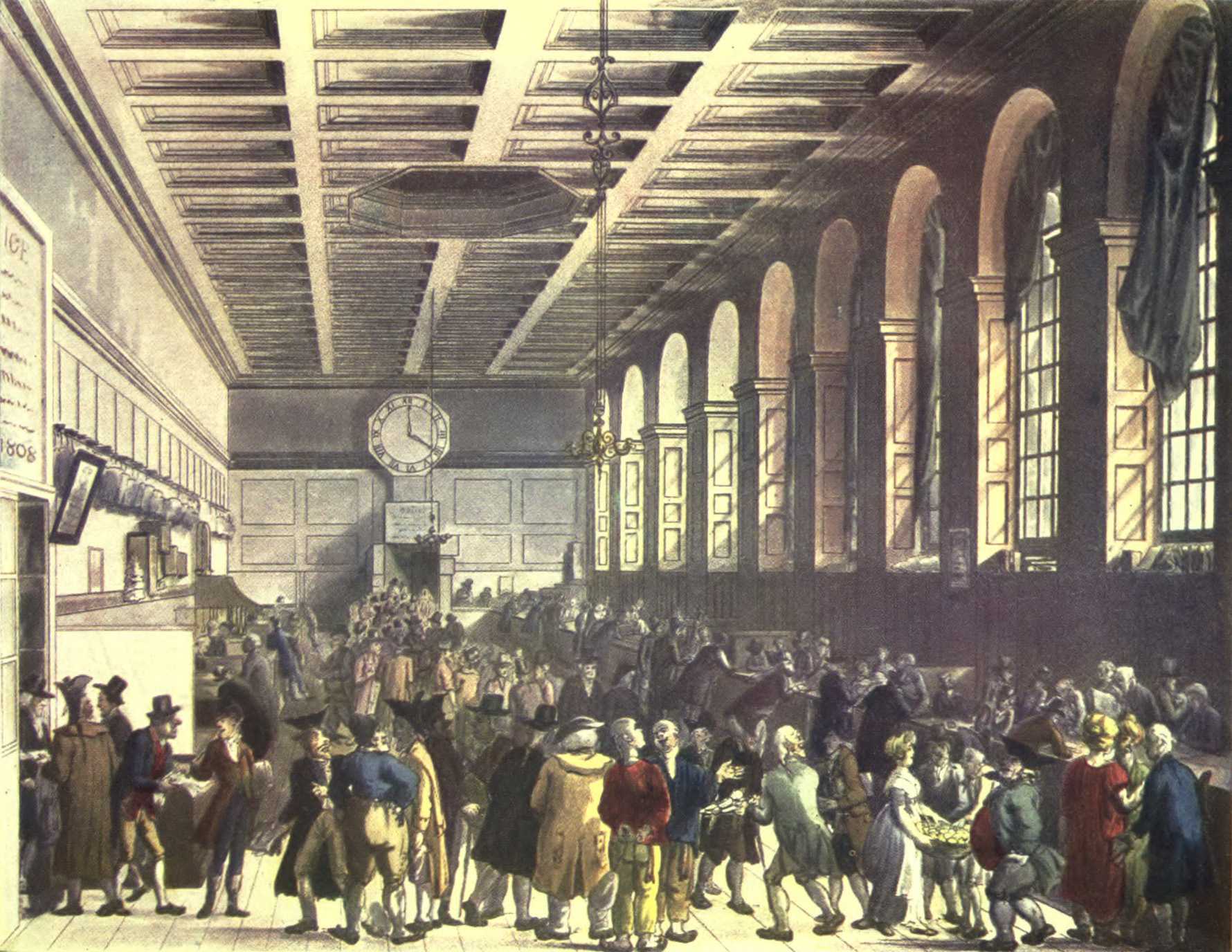
The Long Room de la douane de Laing (1808)

Telle que construite à l'origine, l'intérieur contenait des entrepôts, des caves, environ 170 bureaux et une «longue salle» de 58 mètres de long. Au rez-de-chaussée se trouvait «l'entrepôt de la reine», avec un plafond voûté de nervures. Les caves du sous-sol étaient ignifugées et servaient à stocker les vins et spiritueux saisis par les douanes . 

### Effondrement partiel
En 1825, les pieux en bois qui servaient de fondations à la douane ont cédé, entraînant un effondrement partiel du bâtiment. 
Après enquête, la mauvaise qualité de certains travaux a suscité des questions au Parlement en 1825, le chancelier de l'Échiquier déclarant que les fraudes les plus scandaleuses avaient été pratiquées . Miles et Peto ont été censurés pour négligence et mauvaise exécution qu'un bon constructeur aurait soigneusement évité . 

### Reconstruction

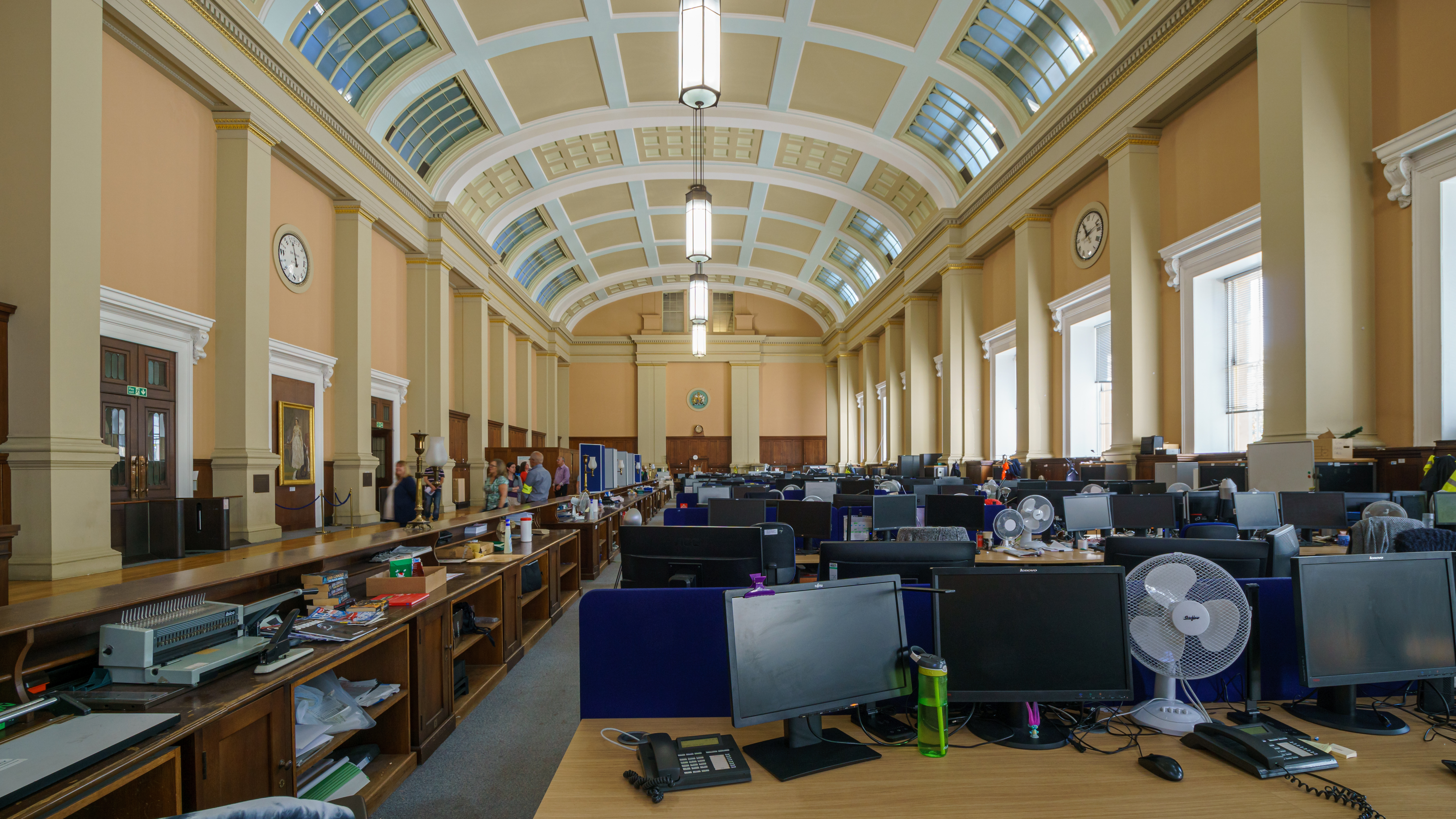
The Long Room

La section centrale a été reconstruite sur de nouvelles fondations, selon un nouveau dessin avec des colonnes ioniques par Robert Smirke, pour un coût de 180 000 £ ,. 

## Utilisation actuelle
L'immeuble est toujours utilisé par le ministère du Revenu et des Douanes de Sa Majesté ; cependant, le gouvernement a annoncé qu'il devrait être fermé et vendu en 2020 . 